# Martina Walther
Pour les articles homonymes, voir Walther.
Martina Walther, née le 5 octobre 1963 à Zeulenroda-Triebes (République démocratique allemande), est une ancienne rameuse est-allemande. Elle est championne olympique aux Jeux de 1988.

## Carrière
Walther fait partie de l'équipage du quatre avec barreuse qui remporte la médaille d'or aux Jeux olympiques d'été de 1988.

## Palmarès

### Jeux olympiques
- Jeux olympiques d'été de 1988 à Séoul ( Corée du Sud) :
  -  médaille d'or en quatre avec barreuse

### Championnats du monde
- Championnats du monde d'aviron 1989 à Bled ( Slovénie) :
  -  médaille d'argent en huit
- Championnats du monde d'aviron 1987 à Copenhague ( Danemark) :
  -  médaille d'argent en quatre avec barreuse
- Championnats du monde d'aviron 1986 à Nottingham ( Royaume-Uni) :
  -  médaille de bronze en deux sans barreuse
- Championnats du monde d'aviron 1985 à Hazewinkel ( Belgique) :
  -  médaille d'argent en huit